# Mount Pleasant (Tennessee)
Mount Pleasant è un comune degli Stati Uniti d'America, situato nello Stato del Tennessee, nella Contea di Maury.